# Сайры
Сайры (лат. Cololabis) — род тихоокеанских пелагических рыб семейства макрелещуковых (Scomberesocidae). Род включает два вида, из которых один — сайра широко используется в пищевых целях и имеет важное экономическое значение, как промысловая рыба.
Научное название рода произошло от греческого слова kolos, означающего «короткий», и латинского labia — «губы».
Представители рода имеют очень удлиненное тело с серебристой окраской.

## Виды
- Cololabis adocetus Böhlke, 1951 typus — Карликовая сайра
- Cololabis saira Brevoort, 1856 — Сайра